# Trabala viridana
Trabala viridana is een nachtvlinder uit de familie van de spinners (Lasiocampidae). De soort komt voor op Sumatra, Borneo en het schiereilanddeel van Maleisië.